# 1341 Edmée
Az 1341 Edmée (ideiglenes jelöléssel 1935 BA) a Naprendszer kisbolygóövében található aszteroida. Eugène Joseph Delporte fedezte fel 1935. január 27-én.